# 西南反共救国军第103路
西南反共救国军第103路，或称中华反共救国103路，是以原马家军成员马良为首的一支反中华人民共和国政府、效忠中华民国政府的武装。成立于1952年3月，最多时有2000余人。1953年2月，中国人民解放军出动10个团的兵力围剿。4月主力被解放军消灭，5月18日马良被俘。

## 队伍组建
马良，曾任临夏民团团长、参议和马步芳青海保安团团长。建国后被中共政府留用，1951年马良在临夏组建了秘密组织“西北革命同盟会”，同年4月，在和政县南乡组织暴动，失败后带着三个儿子潜入甘南州碌曲县。
1953年3月底，马良在西仓新寺正式打出了“103路”的招牌，招兵买马，扩充队伍。1952年5月，蒋介石派特工与他聯絡，並任命他為西南反共救国军第103路軍司令，6月，袭击岷县洛大乡政府，杀掉乡长。8月，中華民國政府对他进行了7次空投，投放了弹药、无线电和黄金等物资。10月13日，杀死夏河县博拉区政府秘书王维勤和县公安局审讯股长刘兴德。

## 与解放军作战
1952年10月，解放军由西南军区抽调5个团的兵力，协同西北军区剿匪作战。11月底，马良队伍扩充至700余人，编为8个纵队。12月，马良部队参谋长马振中率领110余人在西仓至阿木去乎的公路上袭击解放军运输车队，打死5人，抢走全部军用物资。
1953年2月，西北军区和青海省果洛支队共10个团的兵力，围剿马良部队。3月29日，马良在四川阿坝州若尔盖县唐克西山与解放军骑一师激战3小时后溃败，损失300余人。马良当天带300余人撤离至若尔盖县班估地区，五纵队主张到南坪一带去，而二队主张到青海去投靠马元祥，最终决定去南坪。马良不愿去南坪，当天晚上带领三个儿子和其他部下共19人向青海出发打算投奔马元祥，行至阿坝附近因解放军和民兵四处搜捕散匪，且买不到粮食，只好返回碌曲县郎木寺一带潜藏。
唐克战斗后，一纵队司令马虎山（马仲英姐夫）带领200余人撤至白河以北的巴地树林隐藏，4月15日转移至若尔盖县东北部降扎时被11师33团发现并追击，当日下午被33团2营追上，经6小时激战，队员一小部分逃入花尔干山丛林中，百余人在马虎山率领下向北逃至临夏境内被解放军33团和11师追击部队歼灭。
4月8日晚，独立第七纵队司令敏海峰在甘南州迭部县达拉沟遭到公安11团2营进攻，激战4个小时后撤向阿米塘地区，阵亡15人，4人被俘。4月11日，被驻阿米塘的32团一营发现后撤离。后在碌曲县双岔附近，补给处长马全喜率领43人向西仓驻军投降，敏海峰带领剩下18名亲信继续躲藏。4月底，在临潭西道堂教主的劝说下，敏海峰向政府投降。

## 马良被俘
5月7日，马元祥的主力在青海被消灭，马元祥、马步祥等5人被击毙。5月初，得知马良潜伏在郎木寺东南方向70多里的山林中，骑一师和33团立即派兵前往搜剿，但两次都扑了空。5月16日骑一师侦察得知马良隐藏在拉勒山里，但17日搜剿又没有找到。此时有牧民说给马良提供给养的劳保住在热里部落帐圈内，部队经一夜急行军于18日拂晓赶到热里部落，找到了劳保。劳保起初不肯吐露真情，解放军许以1000块白洋，劳保说出实情并引导部队至马良藏身处，包括马良、马硕卿在内的6人被俘，4人阵亡，4人潜逃。